# Liste österreichischer Weltcup-Sieger
Diese Liste enthält Sportler und Sportlerinnen aus Österreich, die einen Weltcup für sich entscheiden konnten.

## Männer
| Sportart            | Jahr                          | Sportler                                                           | Einzelnachweise |
| ------------------- | ----------------------------- | ------------------------------------------------------------------ | --------------- |
| Klettern (Bouldern) | 2005                          | Kilian Fischhuber                                                  |                 |
| Klettern (Bouldern) | 2007                          | Kilian Fischhuber                                                  |                 |
| Klettern (Bouldern) | 2008                          | Kilian Fischhuber                                                  |                 |
| Klettern (Bouldern) | 2009                          | Kilian Fischhuber                                                  |                 |
| Springreiten        | 1978/79                       | Hugo Simon                                                         |                 |
| Springreiten        | 1991/92                       | Thomas Frühmann                                                    |                 |
| Springreiten        | 1995/96                       | Hugo Simon                                                         |                 |
| Springreiten        | 1996/97                       | Hugo Simon                                                         |                 |
| Ski Alpin           | 1968 (Abfahrt)                | Gerhard Nenning                                                    |                 |
| Ski Alpin           | 1968/69 (Gesamt)              | Karl Schranz                                                       |                 |
| Ski Alpin           | 1968/69 (Abfahrt)             | Karl Schranz                                                       |                 |
| Ski Alpin           | 1968/69 (Riesenslalom)        | Karl Schranz                                                       |                 |
| Ski Alpin           | 1969/70 (Gesamt)              | Karl Schranz                                                       |                 |
| Ski Alpin           | 1969/70 (Abfahrt)             | Karl Cordin und Karl Schranz (beide Österreich) waren punktegleich |                 |
| Ski Alpin           | 1972/73 (Riesenslalom)        | Hansi Hinterseer                                                   |                 |
| Ski Alpin           | 1974/75 (Abfahrt)             | Franz Klammer                                                      |                 |
| Ski Alpin           | 1975/76 (Abfahrt)             | Franz Klammer                                                      |                 |
| Ski Alpin           | 1976/77 (Abfahrt)             | Franz Klammer                                                      |                 |
| Ski Alpin           | 1977/78 (Abfahrt)             | Franz Klammer                                                      |                 |
| Ski Alpin           | 1980/81 (Abfahrt)             | Harti Weirather                                                    |                 |
| Ski Alpin           | 1982/83 (Abfahrt)             | Franz Klammer                                                      |                 |
| Ski Alpin           | 1984/85 (Abfahrt)             | Helmut Höflehner                                                   |                 |
| Ski Alpin           | 1985/86 (Abfahrt)             | Peter Wirnsberger                                                  |                 |
| Ski Alpin           | 1987/88 (Kombination)         | Hubert Strolz                                                      |                 |
| Ski Alpin           | 1989/90 (Abfahrt)             | Helmut Höflehner                                                   |                 |
| Ski Alpin           | 1989/90 (Riesenslalom)        | Günther Mader (punktegleich mit Ole Kristian Furuseth ( Norwegen)) |                 |
| Ski Alpin           | 1993/94 (Riesenslalom)        | Christian Mayer                                                    |                 |
| Ski Alpin           | 1995/96 (Kombination)         | Günther Mader                                                      |                 |
| Ski Alpin           | 1996/97 (Slalom)              | Thomas Sykora                                                      |                 |
| Ski Alpin           | 1997/98 (Gesamt)              | Hermann Maier                                                      |                 |
| Ski Alpin           | 1997/98 (Abfahrt)             | Andreas Schifferer                                                 |                 |
| Ski Alpin           | 1997/98 (Super-G)             | Hermann Maier                                                      |                 |
| Ski Alpin           | 1997/98 (Riesenslalom)        | Hermann Maier                                                      |                 |
| Ski Alpin           | 1997/98 (Slalom)              | Thomas Sykora                                                      |                 |
| Ski Alpin           | 1997/98 (Kombination)         | Werner Franz                                                       |                 |
| Ski Alpin           | 1998/99 (Super-G)             | Hermann Maier                                                      |                 |
| Ski Alpin           | 1998/99 (Slalom)              | Thomas Stangassinger                                               |                 |
| Ski Alpin           | 1999/00 (Gesamt)              | Hermann Maier                                                      |                 |
| Ski Alpin           | 1999/00 (Abfahrt)             | Hermann Maier                                                      |                 |
| Ski Alpin           | 1999/00 (Super-G)             | Hermann Maier                                                      |                 |
| Ski Alpin           | 1999/00 (Riesenslalom)        | Hermann Maier                                                      |                 |
| Ski Alpin           | 2000/01 (Gesamt)              | Hermann Maier                                                      |                 |
| Ski Alpin           | 2000/01 (Abfahrt)             | Hermann Maier                                                      |                 |
| Ski Alpin           | 2000/01 (Riesenslalom)        | Hermann Maier                                                      |                 |
| Ski Alpin           | 2000/01 (Slalom)              | Benjamin Raich                                                     |                 |
| Ski Alpin           | 2001/02 (Gesamt)              | Stephan Eberharter                                                 |                 |
| Ski Alpin           | 2001/02 (Abfahrt)             | Stephan Eberharter                                                 |                 |
| Ski Alpin           | 2001/02 (Super-G)             | Stephan Eberharter                                                 |                 |
| Ski Alpin           | 2002/03 (Gesamt)              | Stephan Eberharter                                                 |                 |
| Ski Alpin           | 2002/03 (Abfahrt)             | Stephan Eberharter                                                 |                 |
| Ski Alpin           | 2002/03 (Super-G)             | Stephan Eberharter                                                 |                 |
| Ski Alpin           | 2003/04 (Gesamt)              | Hermann Maier                                                      |                 |
| Ski Alpin           | 2003/04 (Abfahrt)             | Stephan Eberharter                                                 |                 |
| Ski Alpin           | 2003/04 (Super-G)             | Hermann Maier                                                      |                 |
| Ski Alpin           | 2003/04 (Slalom)              | Rainer Schönfelder                                                 |                 |
| Ski Alpin           | 2004/05 (Abfahrt)             | Michael Walchhofer                                                 |                 |
| Ski Alpin           | 2004/05 (Riesenslalom)        | Benjamin Raich                                                     |                 |
| Ski Alpin           | 2004/05 (Slalom)              | Benjamin Raich                                                     |                 |
| Ski Alpin           | 2004/05 (Kombination)         | Benjamin Raich                                                     |                 |
| Ski Alpin           | 2005/06 (Gesamt)              | Benjamin Raich                                                     |                 |
| Ski Alpin           | 2005/06 (Abfahrt)             | Michael Walchhofer                                                 |                 |
| Ski Alpin           | 2005/06 (Riesenslalom)        | Benjamin Raich                                                     |                 |
| Ski Alpin           | 2005/06 (Kombination)         | Benjamin Raich                                                     |                 |
| Ski Alpin           | 2006/07 (Slalom)              | Benjamin Raich                                                     |                 |
| Ski Alpin           | 2007/08 (Super-G)             | Hannes Reichelt                                                    |                 |
| Ski Alpin           | 2008/09 (Abfahrt)             | Michael Walchhofer                                                 |                 |
| Ski Alpin           | 2009/10 (Slalom)              | Reinfried Herbst                                                   |                 |
| Ski Alpin           | 2009/10 (Super-Kombination)   | Benjamin Raich                                                     |                 |
| Skilanglauf         | 1998/99 (Langdistanzweltcup)  | Michail Botwinow                                                   |                 |
| Skispringen         | 1979/80 (Gesamt)              | Hubert Neuper                                                      |                 |
| Skispringen         | 1979/80 (Vierschanzentournee) | Hubert Neuper                                                      |                 |
| Skispringen         | 1979/80 (Nationenwertung)     | Österreich                                                         |                 |
| Skispringen         | 1980/81 (Gesamt)              | Armin Kogler                                                       |                 |
| Skispringen         | 1980/81 (Vierschanzentournee) | Hubert Neuper                                                      |                 |
| Skispringen         | 1980/81 (Nationenwertung)     | Österreich                                                         |                 |
| Skispringen         | 1981/82 (Gesamt)              | Armin Kogler                                                       |                 |
| Skispringen         | 1981/82 (Nationenwertung)     | Österreich                                                         |                 |
| Skispringen         | 1985/86 (Vierschanzentournee) | Ernst Vettori                                                      |                 |
| Skispringen         | 1985/86 (Nationenwertung)     | Österreich                                                         |                 |
| Skispringen         | 1986/87 (Vierschanzentournee) | Ernst Vettori                                                      |                 |
| Skispringen         | 1989/90 (Nationenwertung)     | Österreich                                                         |                 |
| Skispringen         | 1990/91 (Gesamt)              | Andreas Felder                                                     |                 |
| Skispringen         | 1990/91 (Nationenwertung)     | Österreich                                                         |                 |
| Skispringen         | 1991/92 (Skiflug)             | Werner Rathmayr                                                    |                 |
| Skispringen         | 1991/92 (Nationenwertung)     | Österreich                                                         |                 |
| Skispringen         | 1992/93 (Gesamt)              | Andreas Goldberger                                                 |                 |
| Skispringen         | 1992/93 (Vierschanzentournee) | Andreas Goldberger                                                 |                 |
| Skispringen         | 1992/93 (Nationenwertung)     | Österreich                                                         |                 |
| Skispringen         | 1994/95 (Gesamt)              | Andreas Goldberger                                                 |                 |
| Skispringen         | 1994/95 (Skiflug)             | Andreas Goldberger                                                 |                 |
| Skispringen         | 1994/95 (Vierschanzentournee) | Andreas Goldberger                                                 |                 |
| Skispringen         | 1995/96 (Gesamt)              | Andreas Goldberger                                                 |                 |
| Skispringen         | 1995/96 (Skiflug)             | Andreas Goldberger                                                 |                 |
| Skispringen         | 1997/98 (Nordic Tournament)   | Andreas Widhölzl                                                   |                 |
| Skispringen         | 1999/00 (Vierschanzentournee) | Andreas Widhölzl                                                   |                 |
| Skispringen         | 2002/03 (Nationenwertung)     | Österreich                                                         |                 |
| Skispringen         | 2004/05 (Nationenwertung)     | Österreich                                                         |                 |
| Skispringen         | 2005/06 (Nordic Tournament)   | Thomas Morgenstern                                                 |                 |
| Skispringen         | 2005/06 (Nationenwertung)     | Österreich                                                         |                 |
| Skispringen         | 2006/07 (Nationenwertung)     | Österreich                                                         |                 |
| Skispringen         | 2007/08 (Gesamt)              | Thomas Morgenstern                                                 |                 |
| Skispringen         | 2007/08 (Nordic Tournament)   | Gregor Schlierenzauer                                              |                 |
| Skispringen         | 2007/08 (Nationenwertung)     | Österreich                                                         |                 |
| Skispringen         | 2008/09 (Gesamt)              | Gregor Schlierenzauer                                              |                 |
| Skispringen         | 2008/09 (Skiflug)             | Gregor Schlierenzauer                                              |                 |
| Skispringen         | 2008/09 (Vierschanzentournee) | Wolfgang Loitzl                                                    |                 |
| Skispringen         | 2008/09 (Nordic Tournament)   | Gregor Schlierenzauer                                              |                 |
| Skispringen         | 2008/09 (Nationenwertung)     | Österreich                                                         |                 |
| Skispringen         | 2009/10 (Vierschanzentournee) | Andreas Kofler                                                     |                 |
| Skispringen         | 2009/10 (FIS Team Tour)       | Österreich                                                         |                 |
| Skispringen         | 2009/10 (Nationenwertung)     | Österreich                                                         |                 |
| Skispringen         | 2010/11 (Gesamt)              | Thomas Morgenstern                                                 |                 |
| Skispringen         | 2010/11 (Skiflug)             | Gregor Schlierenzauer                                              |                 |
| Skispringen         | 2010/11 (Vierschanzentournee) | Thomas Morgenstern                                                 |                 |
| Skispringen         | 2010/11 (FIS Team Tour)       | Österreich                                                         |                 |
| Skispringen         | 2010/11 (Nationenwertung)     | Österreich                                                         |                 |
| Biathlon            | 2008/09 (Massenstart)         | Dominik Landertinger                                               |                 |
| Biathlon            | 2008/09 (Staffel)             | Österreich                                                         |                 |
| Biathlon            | 2009/10 (Einzel)              | Christoph Sumann                                                   |                 |

## Frauen
| Sportart                             | Jahr                   | Sportler                                                         | Einzelnachweise |
| ------------------------------------ | ---------------------- | ---------------------------------------------------------------- | --------------- |
| Mountainbike (Cross Country Olympic) | 2009                   | Elisabeth Osl                                                    |                 |
| Mountainbike-Orienteering            | 2010                   | Michaela Gigon                                                   |                 |
| Klettern (Lead)                      | 2004                   | Angela Eiter                                                     |                 |
| Klettern (Lead)                      | 2005                   | Angela Eiter                                                     |                 |
| Klettern (Lead)                      | 2006                   | Angela Eiter                                                     |                 |
| Klettern (Lead)                      | 2008                   | Johanna Ernst                                                    |                 |
| Klettern (Lead)                      | 2009                   | Johanna Ernst                                                    |                 |
| Klettern (Bouldern)                  | 2008                   | Anna Stöhr                                                       |                 |
| Ski Alpin                            | 1968/69 (Gesamt)       | Gertrud Gabl                                                     |                 |
| Ski Alpin                            | 1968/69 (Abfahrt)      | Wiltrud Drexel                                                   |                 |
| Ski Alpin                            | 1968/69 (Slalom)       | Wiltrud Drexel                                                   |                 |
| Ski Alpin                            | 1970/71 (Gesamt)       | Annemarie Moser-Pröll                                            |                 |
| Ski Alpin                            | 1970/71 (Abfahrt)      | Annemarie Moser-Pröll                                            |                 |
| Ski Alpin                            | 1970/71 (Riesenslalom) | Annemarie Moser-Pröll                                            |                 |
| Ski Alpin                            | 1971/72 (Gesamt)       | Annemarie Moser-Pröll                                            |                 |
| Ski Alpin                            | 1971/72 (Abfahrt)      | Annemarie Moser-Pröll                                            |                 |
| Ski Alpin                            | 1971/72 (Riesenslalom) | Annemarie Moser-Pröll                                            |                 |
| Ski Alpin                            | 1972/73 (Gesamt)       | Annemarie Moser-Pröll                                            |                 |
| Ski Alpin                            | 1972/73 (Abfahrt)      | Annemarie Moser-Pröll                                            |                 |
| Ski Alpin                            | 1972/73 (Riesenslalom) | Monika Kaserer                                                   |                 |
| Ski Alpin                            | 1973/74 (Gesamt)       | Annemarie Moser-Pröll                                            |                 |
| Ski Alpin                            | 1973/74 (Abfahrt)      | Annemarie Moser-Pröll                                            |                 |
| Ski Alpin                            | 1974/75 (Gesamt)       | Annemarie Moser-Pröll                                            |                 |
| Ski Alpin                            | 1974/75 (Abfahrt)      | Annemarie Moser-Pröll                                            |                 |
| Ski Alpin                            | 1974/75 (Riesenslalom) | Annemarie Moser-Pröll                                            |                 |
| Ski Alpin                            | 1975/76 (Abfahrt)      | Brigitte Totschnig                                               |                 |
| Ski Alpin                            | 1976/77 (Abfahrt)      | Brigitte Totschnig                                               |                 |
| Ski Alpin                            | 1977/78 (Abfahrt)      | Annemarie Moser-Pröll                                            |                 |
| Ski Alpin                            | 1978/79 (Gesamt)       | Annemarie Moser-Pröll                                            |                 |
| Ski Alpin                            | 1978/79 (Slalom)       | Regina Sackl                                                     |                 |
| Ski Alpin                            | 1985/86 (Slalom)       | Roswitha Steiner (punktegleich mit Erika Hess ( Schweiz))        |                 |
| Ski Alpin                            | 1987/88 (Slalom)       | Roswitha Steiner                                                 |                 |
| Ski Alpin                            | 1989/90 (Gesamt)       | Petra Kronberger                                                 |                 |
| Ski Alpin                            | 1989/90 (Riesenslalom) | Anita Wachter                                                    |                 |
| Ski Alpin                            | 1989/90 (Kombination)  | Anita Wachter                                                    |                 |
| Ski Alpin                            | 1990/91 (Gesamt)       | Petra Kronberger                                                 |                 |
| Ski Alpin                            | 1990/91 (Slalom)       | Petra Kronberger                                                 |                 |
| Ski Alpin                            | 1990/91 (Kombination)  | Sabine Ginther (punktegleich mit Florence Masnada ( Frankreich)) |                 |
| Ski Alpin                            | 1991/92 (Gesamt)       | Petra Kronberger                                                 |                 |
| Ski Alpin                            | 1991/92 (Kombination)  | Sabine Ginther                                                   |                 |
| Ski Alpin                            | 1992/93 (Gesamt)       | Anita Wachter                                                    |                 |
| Ski Alpin                            | 1992/93 (Kombination)  | Anita Wachter                                                    |                 |
| Ski Alpin                            | 1993/94 (Riesenslalom) | Anita Wachter                                                    |                 |
| Ski Alpin                            | 1995/96 (Slalom)       | Elfriede Eder                                                    |                 |
| Ski Alpin                            | 1995/96 (Kombination)  | Anita Wachter                                                    |                 |
| Ski Alpin                            | 1996/97 (Abfahrt)      | Renate Götschl                                                   |                 |
| Ski Alpin                            | 1998/99 (Gesamt)       | Alexandra Meissnitzer                                            |                 |
| Ski Alpin                            | 1998/99 (Abfahrt)      | Renate Götschl                                                   |                 |
| Ski Alpin                            | 1998/99 (Super-G)      | Alexandra Meissnitzer                                            |                 |
| Ski Alpin                            | 1998/99 (Riesenslalom) | Alexandra Meissnitzer                                            |                 |
| Ski Alpin                            | 1998/99 (Slalom)       | Sabine Egger                                                     |                 |
| Ski Alpin                            | 1999/00 (Gesamt)       | Renate Götschl                                                   |                 |
| Ski Alpin                            | 1999/00 (Super-G)      | Renate Götschl                                                   |                 |
| Ski Alpin                            | 1999/00 (Riesenslalom) | Michaela Dorfmeister                                             |                 |
| Ski Alpin                            | 1999/00 (Kombination)  | Renate Götschl                                                   |                 |
| Ski Alpin                            | 2001/02 (Gesamt)       | Michaela Dorfmeister                                             |                 |
| Ski Alpin                            | 2001/02 (Kombination)  | Renate Götschl                                                   |                 |
| Ski Alpin                            | 2002/03 (Abfahrt)      | Michaela Dorfmeister                                             |                 |
| Ski Alpin                            | 2003/04 (Abfahrt)      | Renate Götschl                                                   |                 |
| Ski Alpin                            | 2003/04 (Super-G)      | Renate Götschl                                                   |                 |
| Ski Alpin                            | 2004/05 (Abfahrt)      | Renate Götschl                                                   |                 |
| Ski Alpin                            | 2004/05 (Super-G)      | Michaela Dorfmeister                                             |                 |
| Ski Alpin                            | 2006/07 (Gesamt)       | Nicole Hosp                                                      |                 |
| Ski Alpin                            | 2006/07 (Abfahrt)      | Renate Götschl                                                   |                 |
| Ski Alpin                            | 2006/07 (Super-G)      | Renate Götschl                                                   |                 |
| Ski Alpin                            | 2006/07 (Riesenslalom) | Nicole Hosp                                                      |                 |
| Ski Alpin                            | 2006/07 (Slalom)       | Marlies Schild                                                   |                 |
| Ski Alpin                            | 2006/07 (Kombination)  | Marlies Schild                                                   |                 |
| Ski Alpin                            | 2007/08 (Slalom)       | Marlies Schild                                                   |                 |
| Ski Alpin                            | 2010/11 (Slalom)       | Marlies Schild                                                   |                 |